# رشيد (مسلسل)
رشيد هو مسلسل تلفزيوني مصري عُرض في شهر رمضان 1444 هـ (23 مارس 2023م). من بطولة ريهام عبد الغفور، محمد ممدوح، خالد كمال، وتامر نبيل، من تأليف وسام صبري ومن إخراج مي ممدوح.

## قصة المسلسل
في الوقت الذي يستعد فيه رشيد للزواج مرة أخرى بعد وفاة زوجته الأولى، يجد نفسه مسجونًا بسبب جريمة لم يرتكبها، فيسعى جاهدًا لإثبات براءته والعثور على ابنه والانتقام من كل من ألحق به الأذى.

## طاقم التمثيل
- محمد ممدوح: (رشيد / حسن)
- ريهام عبد الغفور: (أسماء)
- خالد كمال: (صلاح)
- تامر نبيل: (أمير)
- حسن العدل: (سيد)
- أحمد محارب: (بالته)
- حسن مالك: (سيف)
- أشرف عبد الغفور: (فاروق المهندس)
- محسن منصور: (العقيد فؤاد)
- نهلة سلامة: (فراولة)
- صلاح عبد الله: (فهمي عبد الفضيل)
- علاء قوقة: (الظوني)
- صفوة
- إنتصار: (أشجان)
- رانيا زهرة: (شيماء)
- محمد عبده: (مأمور السجن)
- نورا شعيشع: (ماجدة)
- عهد منعم
- تامر عطاالله: (النقيب عامر صادومة مأمور السجن)
- شريف بديع: (الرائد سمير)

## فريق العمل
- إخراج: مي ممدوح
- تأليف: وسام صبري
- إنتاج: عبد الله أبو الفتوح، إي بروديوسر
- مدير التصوير: نانسي عبد الفتاح